# 元朝科举
元朝科举，为元朝的科举制度。元朝举行了十六次科举考试，考中进士的共计1139人。1313年，元仁宗下诏恢复科举。1315年第一次开科取士，以后三年一次，除了元惠宗初年因丞相伯颜擅权并执意废科举，故于1336年和1339年科举停办两届外，其余各届均照常举办，一直延续到元朝灭亡。元朝科举考试以"国人暨诸部"(即蒙古、色目人)为右榜。以汉、南人为左榜，唱名公布。两榜各分三甲。第一甲各一人，赐进士及第，秩从六品；第二甲赐进士出身，秩正七品；第三甲同进士出身，正八品。元统元年(1333年)殿试曾稍异其制，右、左榜第一甲各三人，皆赐进士及第。  

## 历史
窝阔台在位时曾有1238年的戊戌选试。元世祖忽必烈至元四年（1267年）九月，翰林学士王鹗请行选举法。元世祖下诏中书省与翰林院商议选举程序。至元六年（1269年）七月，立国子学。十年（1273年），真金太子奉旨行科举。次年（1274年），省臣议定科举程序。至元二十一年（1284年），和礼霍孙、留梦炎等请设科举。许衡议科举，罢免诗赋，重视经学。科举制度始定。元仁宗皇庆二年（1313年）十月，定科举程序。次月，下诏施行科举。因为本次科举是在延祐年间举行的，史称延祐復科。

### 元仁宗时期
- 皇庆改元（1312年）仁宗将其任河南江北行省右丞的儒师王约召京，特命集贤大学士主管教育、学校，并将他的“兴科举”建议“著为令甲（法令的第一条）”（《元史》王约传）。
- 皇庆二年（1313年）农历十月，仁宗要求中书省议行科举。 农历十一月十八日（1313年12月6日），元仁宗下诏恢复科举。
- 延祐元年（1314年）乡试，一共录取三百人。
- 延祐二年（1315年）农历二月大都会试取中选者一百人，农历三月七日，举行殿试（廷试），五十六人及第。
  - 护都答儿、张起岩分别为左右榜状元。
  - 黃溍、杨载、欧阳玄等赐进士及第。
- 延祐五年（1318年）三月，廷试进士，五十人及第。
  - 忽都答儿、霍希贤分别为左右榜状元。

### 元英宗时期
- 至治元年（1321年）三月，廷试进士，六十四人及第。
  - 达普化、宋本分别为左右榜状元。
  - 泰不华等赐进士及第。

### 元泰定帝时期
- 泰定元年（1324年）三月，廷试进士，八十六人及第。
  - 捌刺、张益分别为左右榜状元。
  - 呂思誠等赐进士及第。

- 泰定四年（1327年）三月，廷试进士，八十六人及第。
  - 阿察赤、李黼分别为左右榜状元。
  - 楊維楨、萨都剌等赐进士及第。

### 元文宗时期
- 至顺元年（1330年）三月，廷试进士，九十七人及第。
  - 笃列图、王文烨分别为左右榜状元。
  - 林泉生等赐进士及第。

### 元惠宗（元顺帝）时期
- 元统元年（1333年）三月，廷试进士，一百人及第。
  - 同同、李齐分别为左右榜状元。
  - 刘伯温、余阙等赐进士及第。

- 至正二年（1342年）三月，廷试进士，七十八人及第。
  - 拜住、陈祖仁分别为左右榜状元。

- 至正五年（1345年）三月，廷试进士，七十八人及第。

- 至正八年（1348年）三月，廷试进士，七十八人及第。
  - 阿鲁辉帖穆而、王宗哲分别为左右榜状元。

- 至正十一年（1351年）三月，廷试进士，八十三人及第。
  - 朵列图、文允中分别为左右榜状元。
  - 朱夢炎等赐进士及第。

- 至正十四年（1354年）三月，廷试进士，六十二人及第。
  - 薛朝晤、牛继志分别为左右榜状元。

- 至正十七年（1357年）三月，廷试进士，五十一人及第。
  - 繳征、王宗嗣分别为左右榜状元。

- 至正二十年（1360年）三月，廷试进士，三十五人及第。
  - 买住、魏元礼分别为左右榜状元。

- 至正二十三年（1363年）三月，廷试进士，六十二人及第。
  - 宝宝、杨繴分别为左右榜状元。
  - 宋訥等赐进士及第。

- 至正二十六年（1366年）三月，廷试进士，七十三人及第。
  - 赫德溥化、张栋分别为左右榜状元。

## 配额
元代的科举在乡试、会试中，蒙古、色目人只考两场：“经问”五条，策一道；汉人、南人则须考三场：“明经”和“经疑”二问，经义一道，古赋、诏、诰、章、表。御试时，四种人虽都考试策问一道，但蒙古和色目人仅限500字，而汉人和南人则必须在千字以上。而在发榜中，由于蒙古人以右为上，蒙古人、色目人便列为一榜，称为“右榜”；汉人、南人列为一榜，称为“左榜”。